# Hannah-Arendt-Platz (Hannover)

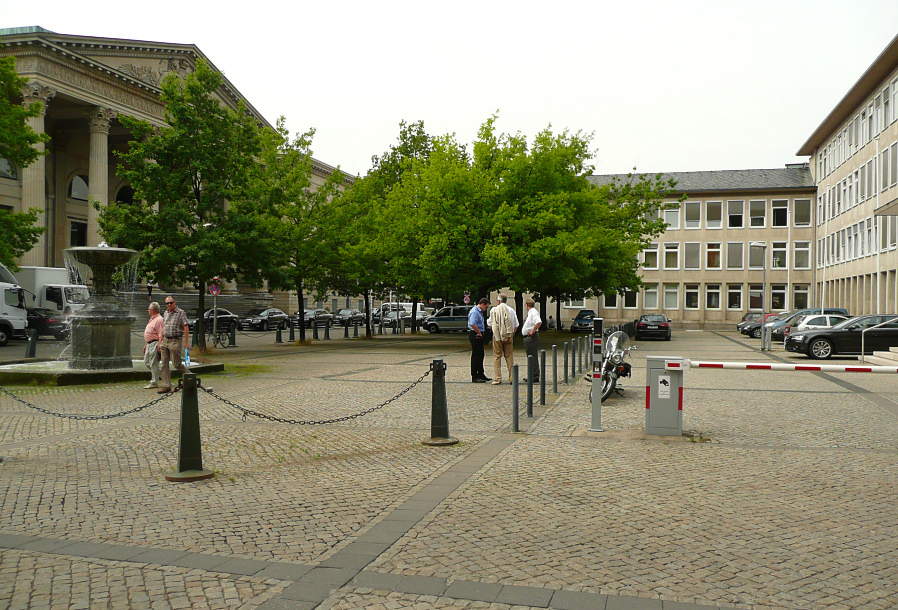
Hannah-Arendt-Platz, links das Portal des Leineschlosses, rechts das Sozialministerium

Der heutige Hannah-Arendt-Platz (hannaː aʁɛnt plat͡s) gegenüber dem Leineschloss in Hannover entstand etwa 1953 als Teil der Leinstraße. Am Platz befindet sich mit dem Schlossbrunnen der älteste erhaltene Brunnen der Stadt und außerdem das Niedersächsische Sozialministerium.

## Geschichte
An der Stelle des heutigen Platzes stand bis 1943 das Alte Palais, das durch die Luftangriffe auf Hannover im Zweiten Weltkrieg zerstört wurde. Der Platz wurde zunächst nach dem ersten niedersächsischen Ministerpräsidenten Hinrich Wilhelm Kopf benannt und trug diesen Namen bis zum 2. April 2015.

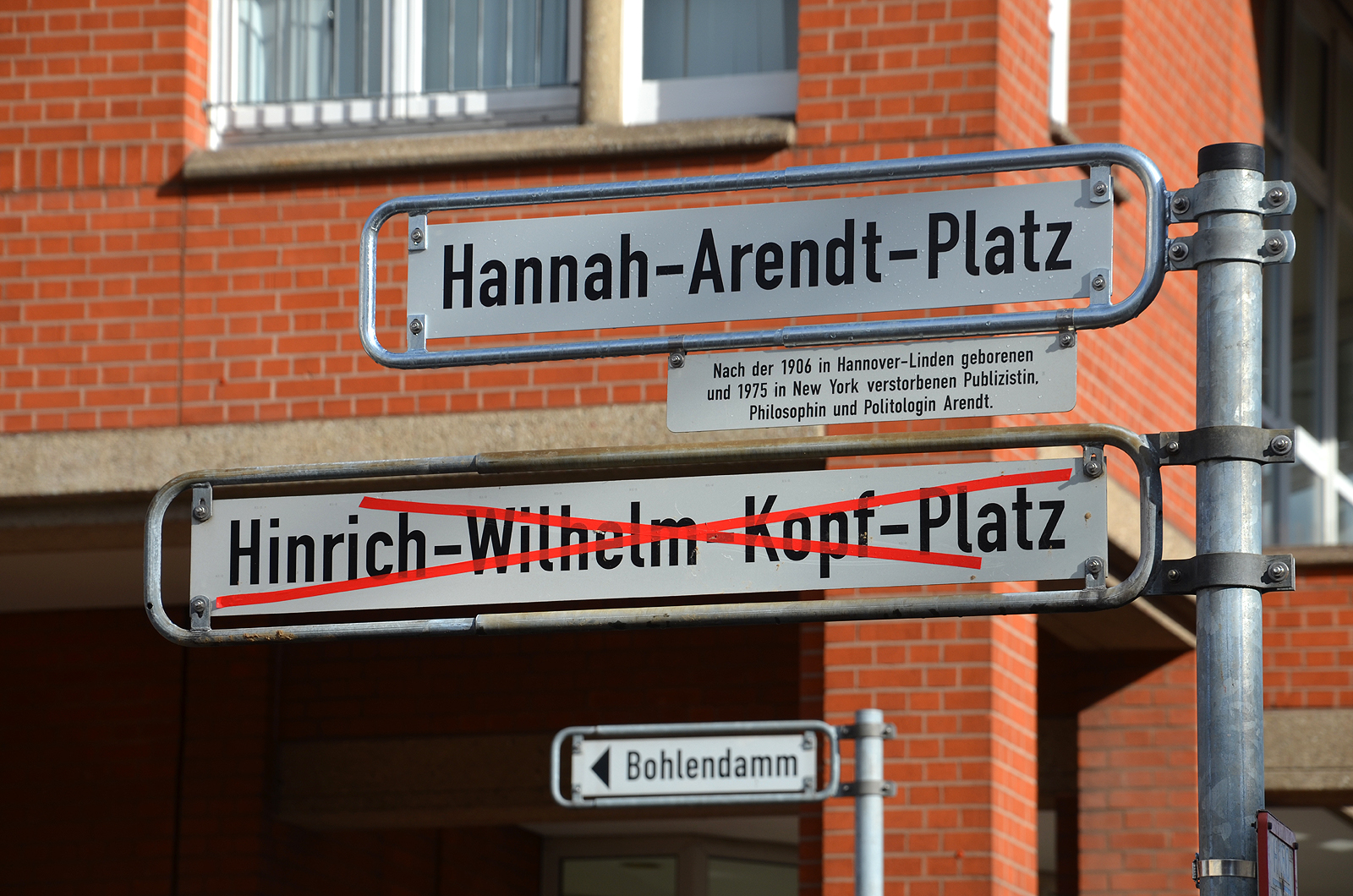
Das am 2. April 2015 feierlich enthüllte neue Straßenschild mit Legendentafel

2015 wurde der Platz in Hannah-Arendt-Platz umbenannt. Namensgeberin ist die 1933 aus Deutschland emigrierte jüdische politische Theoretikerin und Publizistin Hannah Arendt, deren Geburtshaus am Lindener Marktplatz 2 in Hannover steht. Vorangegangen war eine Diskussion über eine Umbenennung des Platzes, nachdem die Rolle Kopfs bei der Enteignung jüdischen Vermögens in Oberschlesien während des Zweiten Weltkrieges bekannt wurde. Alternativ zur Umbenennung waren auch die Bezeichnung Platz der Niedersachsen und die Einbeziehung des bisherigen Platzes in die Leinstraße in der Diskussion.